# Max Papis
Massimiliano "Max" Papis (Como, 1969. október 3.–) olasz autóversenyző.

## Pályafutása

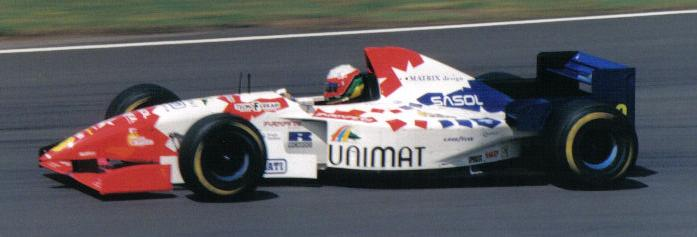
Max az 1995-ös brit nagydíjon

1989 és 1992 között az olasz Formula–3-as bajnokságban versenyzett. A következő két évet a nemzetközi Formula–3000-es sorozatban töltötte. Az 1994-es szezonban egy futamgyőzelmet szerzett és ötödik lett a pontversenyben.
1994-ben a Formula–1-es világbajnokságon szereplő Lotus-istálló tesztpilótája volt, majd 1995-ben hét versenyen helyettesítette honfitársát, Gianni Morbidellit a Footwork csapatánál. Max hét európai futamon szerepelt. Pontot egy alkalommal sem szerzett, legjobb eredménye egy hetedik helyezés volt az olasz nagydíjról.

### CART
1996-ban került az amerikai CART-szériába. A torontói versenyen elhunyt Jeff Krosnoff helyét vette át a Team Arciero-Wells alakulatánál a szezon utolsó négy versenyéből hármon. A következő két évet is e csapatnál töltötte. Ebben az időszakban nem ért el kimagasló sikereket; legjobb eredménye egy ötödik helyezés volt az 1998-as houstoni futamról.
1999 és 2001 között Bobby Rahal csapatánál, a Team Rahal-nál versenyzett. Az 1999-es szezonban rendre az első tíz között végzett, három versenyen állt dobogóra, és ötödik lett a pontversenyben. 2000-ben győzelemmel kezdte az évet. A szezonnyitó viadalon, Miamiban első lett, ami egyben első futamgyőzelme is volt a sorozatban. Az év hátralévő részén mindössze egyszer zárt dobogós pozícióban és csak tizennegyedik volt a pontversenyben. A 2001-es idényben megnyerte a portlandi, valamint a monterey-i versenyt, és további két futamon volt második. Végül hatodik helyen zárta az összetettet.
2002-ben és 2003-ban már nem teljesített teljes szezont a sorozatban.
2002-ben és 2006-ban rajthoz állt az indianapolisi 500-on. A két futam egyikén sem végzett az első tízben.

## Eredményei
Teljes eredménylistája a nemzetközi Formula–3000-es bajnokságon
(Táblázat értelmezése)

(Félkövér: pole-pozícióból indult; dőlt: leggyorsabb kört futott) 

| Év   | Csapat            | Modell      | Motor         | 1     | 2      | 3     | 4      | 5      | 6      | 7      | 8      | 9     | Helyezés | Pont |
| ---- | ----------------- | ----------- | ------------- | ----- | ------ | ----- | ------ | ------ | ------ | ------ | ------ | ----- | -------- | ---- |
| 1993 | Vortex Motorsport | Reynard/93D | Ford Cosworth | DON 4 | SIL Ki | PAU 5 | PER Ki | HOC Ki | NÜR 15 | SPA Ki | MAG Ki | NOG 6 | 10.      | 6    |
| 1994 | Mythos Racing     | Reynard/94D | Judd          | SIL 7 | PAU Ki | CAT 1 | PER 4  | HOC Ki | SPA 11 | EST 13 | MAG 6  |       | 6.       | 13   |

Teljes Formula–1-es eredménylistája
(Táblázat értelmezése)
| Év   | Csapat        | Modell        | Motor   | 1   | 2   | 3   | 4   | 5   | 6   | 7   | 8      | 9      | 10     | 11     | 12    | 13     | 14     | 15  | 16  | 17  | Helyezés | Pont |
| ---- | ------------- | ------------- | ------- | --- | --- | --- | --- | --- | --- | --- | ------ | ------ | ------ | ------ | ----- | ------ | ------ | --- | --- | --- | -------- | ---- |
| 1995 | Footwork Hart | Footwork FA16 | Hart V8 | BRA | ARG | SMR | ESP | MON | CAN | FRA | GBR Ki | GER Ki | HUN Ki | BEL Ki | ITA 7 | POR Ki | EUR 12 | PAC | JPN | AUS | -        | 0    |

Teljes CART-eredménylistája
(Táblázat értelmezése)
| Év   | Csapat             | 1      | 2      | 3      | 4      | 5      | 6      | 7      | 8      | 9      | 10     | 11     | 12     | 13     | 14     | 15     | 16     | 17     | 18     | 19     | 20     | 21    | Helyezés | Pont |
| ---- | ------------------ | ------ | ------ | ------ | ------ | ------ | ------ | ------ | ------ | ------ | ------ | ------ | ------ | ------ | ------ | ------ | ------ | ------ | ------ | ------ | ------ | ----- | -------- | ---- |
| 1996 | Team Arciero-Wells | MIA    | RIO    | SRF    | LBH    | NAZ    | 500    | MIL    | DET    | POR    | CLE    | TOR    | MIC    | MDO Ki | ROA 9  | VAN    | LS Ki  |        |        |        |        |       | 26.      | 4    |
| 1997 | Team Arciero-Wells | MIA 19 | SRF 14 | LBH Ki | NAZ Ki | RIO 13 | GAT Ki | MIL Ki | DET 11 | POR Ki | CLE Ki | TOR 15 | MIC 8  | MDO 14 | ROA 15 | VAN Ki | LS 14  | FON 12 |        |        |        |       | 24.      | 8    |
| 1998 | Team Arciero-Wells | MIA Ki | MOT 13 | LBH Ki | NAZ 14 | RIO Ki | GAT Ki | MIL 16 | DET 18 | POR 11 | CLE 12 | TOR 8  | MIC Ki | MDO 14 | ROA 11 | VAN 9  | LS 12  | HOU 5  | SRF Ki | FON Ki |        |       | 21.      | 25   |
| 1999 | Team Rahal         | MIA 5  | MOT 16 | LBH 9  | NAZ 13 | RIO 4  | GAT 5  | MIL 13 | POR 8  | CLE 16 | ROA 5  | TOR 5  | MIC 7  | DET Ki | MDO 5  | CHI 4  | VAN Ki | LS 3   | HOU 4  | SRF 2  | FON 2  |       | 5.       | 150  |
| 2000 | Team Rahal         | MIA 1  | LBH Ki | RIO Ki | MOT 8  | NAZ Ki | MIL 7  | DET 2  | POR Ki | CLE Ki | TOR 7  | MIC 9  | CHI Ki | MDO 4  | ROA 7  | VAN 8  | LS 16  | GAT 6  | HOU Ki | SRF Ki | FON Ki |       | 14.      | 88   |
| 2001 | Team Rahal         | MTY 12 | LBH 17 | FTW C  | NAZ Ki | MOT 6  | MIL 8  | DET 11 | POR 1  | CLE 19 | TOR 8  | MIC Ki | CHI 13 | MDO Ki | ROA 16 | VAN Ki | LAU 2  | ROC 11 | HOU 9  | LS 1   | SRF 9  | FON 2 | 6.       | 107  |
| 2002 | Sigma Autosport    | MTY 9  | LBH 3  | MOT 18 | MIL 3  | LS 13  | POR    | CHI    | TOR    | CLE    | VAN    |        |        |        |        |        |        |        |        |        |        |       | 19.      | 32   |
| 2002 | Fernández Racing   |        |        |        |        |        |        |        |        |        |        | MDO 15 | ROA    | MTL    | DEN    | ROC    | MIA    | SRF    | FON 14 | MXC    |        |       | 19.      | 32   |
| 2003 | PK Racing          | STP    | MTY    | LBH    | BRH    | LAU    | MIL    | LS     | POR 15 | CLE 12 | TOR 16 | VAN 9  | ROA 4  | MDO 9  | MTL 9  | DEN    | MIA    | MXC    | SRF    | FON C  |        |       | 17.      | 25   |

Le Mans-i 24 órás autóverseny
| Év   | Csapat              | Autó                    | Csapattárs        | Csapattárs       | Helyezés | Kiesés oka |
| ---- | ------------------- | ----------------------- | ----------------- | ---------------- | -------- | ---------- |
| 1997 | Moretti Racing Inc. | Ferrari 333 SP          | Gianpiero Moretti | Didier Theys     | 6.       |            |
| 2003 | Team Panoz          | Panoz LMP-1             | Gunnar Jeanette   | Olivier Beretta  | 5.       |            |
| 2004 | Corvette Racing     | Chevrolet Corvette C5-R | Ron Fellows       | Johnny O'Connell | 8.       |            |
| 2005 | Corvette Racing     | Chevrolet Corvette C6.R | Ron Fellows       | Johnny O'Connell | 6.       |            |
| 2006 | Corvette Racing     | Chevrolet Corvette C6.R | Ron Fellows       | Johnny O'Connell | 12.      |            |
| 2007 | Corvette Racing     | Chevrolet Corvette C6.R | Oliver Gavin      | Olivier Beretta  | Kiesett  | Defekt     |
| 2008 | Corvette Racing     | Chevrolet Corvette C6.R | Oliver Gavin      | Olivier Beretta  | 15.      |            |

indianapolisi 500
| Év   | Modell  | Motor    | Rajthely | Eredmény | Csapat  |
| ---- | ------- | -------- | -------- | -------- | ------- |
| 2002 | Dallara | Infiniti | 18       | 23       | Cheever |
| 2006 | Dallara | Honda    | 18       | 14       | Cheever |
| 2008 | Dallara | Honda    | Nk       | Nk       | Rubicon |

## Fordítás
- Ez a szócikk részben vagy egészben  a   Max Papis című angol Wikipédia-szócikk fordításán alapul.  Az eredeti cikk szerkesztőit annak laptörténete sorolja fel. Ez a jelzés csupán a megfogalmazás eredetét és a szerzői jogokat jelzi, nem szolgál a cikkben szereplő információk forrásmegjelöléseként.